# Sunday Oliseh
Sunday Oliseh, född 14 april 1974, är en före detta fotbollsspelare från Nigeria. Sunday Oliseh har på klubbnivå representerat klubbar som AFC Ajax Juventus FC och Borussia Dortmund. Sunday Oliseh har även representerat Nigerias landslag och har bland annat deltagit i VM 1994 (då domare Bo Karlsson av misstag gav honom ett gult kort för en förseelse begången av en lagkamrat) i USA, VM 1998 i Frankrike samt OS 1996 i Atlanta där han var med och vann OS-guld. Hans mest kända framträdande roll i landslaget var under VM 1998 då han gjorde det avgörande målet mot Spanien i den tredje gruppspelsmatchen. Detta gjorde att Nigeria vann sin VM-grupp. Totalt spelade han 63 A-landskamper och gjorde på dessa matcher fyra mål.